# Bernhard Beyer
Bernhard Beyer  (* 31. Mai 1879 in Laage; † 31. Mai 1966 in Bayreuth) war ein deutscher Nervenarzt und bedeutender Freimaurer als Vertreter der humanitären Freimaurerei. Beyer setzte sich für die Vereinigung verschiedener Gruppierungen der Freimaurerei in Deutschland ein und begründete die Forschungsgesellschaft und -loge Quatuor Coronati e. V.

## Leben
Bernhard Beyer war der Sohn des Pastors Carl Beyer in Laage (Mecklenburg). Er studierte in Jena und in Tübingen Medizin. Anschließend promovierte er in Rostock. Mit 28 Jahren kam er als Facharzt für Psychiatrie und Neurologie nach Bayreuth. 1909 heiratete er die älteste Tochter des Besitzers des Sanatoriums Herzoghöhe, wo er später Oberarzt wurde. In der medizinischen Fachliteratur beschäftigte er sich unter anderem mit der Rechtsstellung der Insassen von Irrenanstalten. Zum Freimaurer wurde er 1910 in der Bayreuther Loge Eleusis zur Verschwiegenheit. Bereits als Lehrling verfasste er einen Aufsatz zur Geschichte der freimaurerischen Symbolik. Dass Beyer Chefarzt einer großen Klinik war, hinderte ihn nicht daran, sich später selbst als hauptamtlichen Freimaurer zu bezeichnen.
In Bayreuth baute Beyer 1913 das Freimaurermuseum und die Freimaurerbibliothek auf und leitete es bis 1933. 1921 gründete Beyer den Geschichtlichen Engbund zur historischen Erforschung der Freimaurerei, den Vorläufer der 1951 gegründeten Forschungsgesellschaft Quatuor Coronati. 1925 wurde er Schriftführer der Großloge Zur Sonne, 1927 ihr zugeordneter (stellvertretender) Großmeister, nach dem Zweiten Weltkrieg ihr Großmeister. Theodor Vogel war sein Nachfolger.
Ein Höhepunkt in seinem freimaurerischen Schaffen war die Gründung der Forschungsloge Quatuor Coronati am 9. September 1951, deren erster Meister vom Stuhl er wurde. „Nach langer Schmerzensnacht nun Waldes Morgenpracht“,  „Die uns wieder erstandene Freiheit der Forschung begrüßen wir als Waldesmorgenpracht und wollen mit allen unseren Kräften bestrebt sein, in den Bahnen der Brüder des früheren Geschichtlichen Engbundes zu wandeln“, schreibt er anlässlich der feierlichen Eröffnung der Forschungsloge.

## Auseinandersetzungen
Beyer setzte sich publizistisch mit konkurrierenden Freimaurerorganisationen auseinander, etwa in seinem Werk Das Lehrsystem des Ordens der Gold- und Rosenkreuzer. Er betrachtete den Orden der Gold- und Rosenkreuzer als christliche Sekte „…mit stark alchimistischem Einschlag“. Lohnend sei es, die Ähnlichkeiten des Gold- und Rosenkreuzerordens mit dem Freimaurerorden der Großen Landesloge von Deutschland genauer zu untersuchen und den Berührungspunkten mit dem Schwedischen System nachzuforschen. „Die sogenannten Zinnendorfer werden …immer hingehalten, und nun schon sechzehn oder siebzehn Jahre lang von einer Zeit zur andern vergeblich vertröstet, dass sie zum wahren Lichte gelangen würden.“ Der Rosenkreuzerorden sei „ein Jesusorden, die Mitglieder sind kleine Jesus; Christus selbst wohnt in dem Kreisdirektor“.
Beyer dokumentierte die nach seiner Ansicht nationalistisch-christliche, reaktionäre Ideologie des Freimaurerordens der Großen Landesloge von Deutschland. Nach dem Krieg forderte Bernhard Beyer, allen Kontakt zu den früheren altpreußischen Großlogen abzulehnen, bis sie von sich aus eine Aufarbeitung ihrer Taten begonnen hätten. Die Loge habe die humanitäre Freimaurerei an den Nationalsozialismus verraten und den der Aufklärung und dem Deismus verpflichteten Gedanken der Freimaurerei grundlegend verfälscht. Den Freimaurerorden verurteilte er als „christliche Sekte“.
Bernhard Beyer war ein Verfechter der humanitären Freimaurerei; er legte die Alten Pflichten (Old Charges) des schottischen Presbyterianer-Predigers James Anderson aus dem Jahr 1723 in humanitärem Sinn aus. „Der Maurer ist als Maurer verpflichtet, dem Sittengesetz zu gehorchen; und wenn er die Kunst recht versteht, wird er weder ein engstirniger Gottesleugner, noch ein bedingungsloser Freigeist sein.“ Im Sinne der europäischen Aufklärung werde in diesem Grundsatz ein Weg vom Sittengesetz zur Religion eröffnet, nicht umgekehrt, wie es das Prinzip der gegenaufklärerischen Religionen mit Gott als Gesetzgeber sei. An Gott zu glauben sei die Privatangelegenheit eines jeden Menschen.
Beyer vermutete, dass die Vertreter der christlich-dogmatischen Freimaurerei die Grundhaltung des Andersonschen Constitutionenbuches verfälscht hätten. Er bezieht sich unter anderem auf Ferdinand Runkel und dessen Geschichte der Freimaurerei in Deutschland (erschienen 1932): „Er [Runkel] stellt dort nämlich die Behauptung auf, nur das könne der Sinn der Alten Pflichten sein, daß sie auf das 'Christentum vor der konfessionellen Scheidung' auf die 'reine Lehre des Meisters von Nazareth' zurückgehen wollten. … Und dabei muß er als Geschichtsschreiber doch sehr wohl wissen, daß fünf Millionen Freimaurer in der ganzen Welt anderer Ansicht sind wie er…. Die Alten Pflichten besagen also eigentlich gerade das Gegenteil von dem, was die Schriftsteller aus dem Kreise der Großen Landesloge uns glauben machen möchten.“
Beyers Geschichte der Großloge Zur Sonne endet mit dem Ersten Weltkrieg. Seine Dokumentation der nationalsozialistischen Gesinnung der Führung der Großen Landesloge von Deutschland in den Jahren der Weimarer Republik bis nach dem Zweiten Weltkrieg liegt in den Archiven des Freimaurermuseums in Bayreuth und wird derzeit in durch die freimaurerische Forschungsgesellschaft Quatuor Coronati bearbeitet.

## Schriften
- Über die Beziehungen zwischen Pseudoleukämie und Lymphosarkom, auf Grund von anatomischen Untersuchungen. Rostock 1904 (Bestandsnachweis der UB Rostock)
- Die Bestrebungen zur Reform des Irrenwesens. Material zu einem Reichs-Irrengesetz (= Psychiatrisch-neurologische Wochenschrift. Ergänzungsband). Marhold 1909.
- Vom Orden der wahren Patrioten und wahren Menschenfreunde. In: Quellen zur Geschichte der Freimaurerei. Band 1. Deutsche Gesellschaft zur Förderung freimaurerisch-wissenschaftlicher Forschung, Zechel, Leipzig 1917, S. 7–57.
- Das Lehrsystem des Ordens der Gold- und Rosenkreuzer. Pansophia, Leipzig 1925. Neuveröffentlichung: Edition Geheimes Wissen, Graz 2008, ISBN 978-3-902-70502-0.
- Der Kampf der Großen Landesloge der Freimaurer von Deutschland gegen die humanitäre Freimaurerei. Mühl, Bayreuth 1927.
- Der Vernichter der Freimaurerei in seiner wahren Gestalt. Mühl, Bayreuth 1928.
- Unser Verhältnis zur Freimaurerei der früheren Feindbundstaaten während des Krieges und nach dem Friedensschlusse. Bayreuth 1929.
- Das Fundament der Freimaurerei. Verlag der Freimaurerbriefe, Krefeld 1947.
- (Hrsg.): Der Übertritt der Altpreussischen Grosslogen ins Völkisch-Nationalsozialistische Lager. Akten zur Freimaurerei in Deutschland 1920–1946. Bayreuth 1955 (unveröffentlicht), Deutsches Freimaurer-Museum Bayreuth, Nr. 10115.
- Geschichte der Großloge „Zur Sonne“. 3 Bände. Bauhütten-Verlag, Frankfurt am Main 1954–1955.
- Geschichte der Münchener Freimaurerei des 18. Jh. Ein Beitrag zur Kulturgeschichte Altbaierns. Bauhütten Verlag, Hamburg 1973.